# Trump kiện Hoa Kỳ
Trump kiện Hoa Kỳ là một án lệ mang tính bước ngoặt của Tòa án tối cao Hoa Kỳ, xác định rằng tổng thống được suy đoán hưởng quyền miễn trừ trách nhiệm hình sự đối với "hành vi chính thức" – bao gồm quyền miễn trừ tuyệt đối đối với hành vi chính thức thuộc độc quyền của tổng thống mà Quốc hội không được quản lý như quyền ân xá, tổng tư lệnh, thi hành luật và quản lý chính phủ. Đây là lần đầu tiên Tòa án Tối cao xét xử một vụ án về hành vi chính thức của một tổng thống. Án lệ bắt nguồn từ vụ bạo loạn tại Điện Capitol Hoa Kỳ năm 2021 sau cuộc cuộc bầu cử tổng thống năm 2020 và liệu Donald Trump có cản trở cuộc bầu cử hay không. Sau khi Trump tái cử tổng thống vào năm 2024, luật sư của Trump kiến nghị đình chỉ vụ án theo chính sách không truy tố tổng thống đương nhiệm của Bộ Tư pháp. Tòa án liên bang đình chỉ vụ truy tố Trump về cản trở bầu cử sau phán quyết của Tòa án Tối cao.

## Bối cảnh
Trong vụ Nixon kiện Fitzgerald (1982), Tòa án tối cao phán quyết rằng tổng thống được hưởng quyền miễn trừ trách nhiệm dân sự bồi thường thiệt hại  liên quan đến hành vi chính thức. Trong vụ Clinton kiện Jones (1997), Tòa án tối cao xác định rằng tổng thống chịu trách nhiệm dân sự liên quan đến hành vi được thực hiện trước khi nhậm chức tổng thống. Án lệ Hoa Kỳ kiện Nixon (1974) và Trump kiện Vance (2020) của Tòa án tối cao hạn chế đặc quyền của tổng thống trong quy trình tố tụng.
Donald Trump bị một số nghị sĩ và cảnh sát Điện Capitol khởi kiện dân sự yêu cầu bồi thường thiệt hại liên quan đến hành động của Trump trong vụ bạo loạn tại Điện Capitol năm 2021 trong ba vụ việc riêng biệt. Trump yêu cầu tòa án bác đơn khởi kiện vì tổng thống được hưởng quyền miễn trừ. Tháng 2 năm 2022, Thẩm phán Tòa án quận Đặc khu Columbia Amit Mehta bác yêu cầu của Trump và thụ lý các vụ việc.
Tháng 12 năm 2023, Tòa án phúc thẩm Đặc khu Columbia nhất trí y án của Mehta, nhận định rằng bài phát biểu trước vụ bạo loạn tại Điện Capitol của Trump là một hoạt động vận động tranh cử chứ không phải là một hành vi thuộc "ngoại vi" quyền miễn trừ của tổng thống theo án lệ Nixon kiện Fitzgerald (1982), nhưng cho phép Trump đặt vấn đề quyền miễn trừ tại phiên tòa dân sự. Trump quyết định không kháng cáo quyết định phúc thẩm lên Tòa án tối cao.
Tháng 3 năm 2022, Bộ Tư pháp khởi tố vụ án liên quan đến những hành vi của Trump trong cuộc bầu cử tổng thống năm 2020 và vụ bạo loạn tại Điện Capitol Hoa Kỳ năm 2021. Bộ trưởng Tư pháp Merrick Garland bổ nhiệm Jack Smith làm công tố viên đặc biệt phụ trách cuộc điều tra về vụ bạo loạn và vụ chiếm đoạt tài liệu mật sau khi Trump nhiệm kỳ tổng thống.

## Xét xử cấp dưới

### Cấp sơ thẩm
Ngày 1 tháng 8 năm 2023, một đại bồi thẩm đoàn công bố bản cáo trạng truy tố Trump về bốn tội danh. Ngày 5 tháng 10 năm 2023, luật sư của Trump kiến nghị tòa án đình chỉ vụ án với lập luận rằng Trump được hưởng quyền miễn trừ của tổng thống theo án lệ Nixon kiện Fitzgerald.
Luật sư của Trump lập luận rằng những phát ngôn của Trump về gian lận bầu cử là "nỗ lực đảm bảo tính toàn vẹn của cuộc bầu cử" thuộc trách nhiệm của tổng thống và những hành vi tác động Bộ Tư pháp và âm mưu danh sách đại cử tri giả bị cáo buộc của Trump không thể bị truy tố vì đó là "nhiệm vụ chính thức" của một tổng thống. Các công tố viên liên bang phản bác rằng quyền miễn trừ của tổng thống không có cơ sở trong Hiến pháp Hoa Kỳ hoặc án lệ.
Ngày 1 tháng 12, Thẩm phán Tanya Chutkan bác bỏ hai kiến nghị đình chỉ vụ án của Trump.

### Cấp phúc thẩm
Ngày 7 tháng 12, Trump kháng cáo quyết định của Chutkan lên Tòa án phúc thẩm Đặc khu Columbia và đề nghị tạm dừng vụ án trong thời gian kháng cáo.
Ngày 11 tháng 12, công tố viên đặc biệt kiến nghị Tòa án tối cao thay thế tòa án phúc thẩm giải quyết vụ án theo thủ tục cấp tốc. Ngày 13 tháng 12, Chutkan tạm đình chỉ vụ án để Tòa án tối cao có thể giải quyết tranh chấp về quyền miễn trừ trước. Ngày 20 tháng 12, hạn chót nộp đơn phản hồi lên Tòa án tối cao, các luật sư của Trump cáo buộc công tố viên đặc biệt thiếu thận trọng và bỏ qua các thủ tục thông thường. Đội ngũ của Trump kiến nghị Tòa án tối cao cho phép tòa án phúc thẩm giải quyết đơn kháng cáo trước. Ngày 22 tháng 12, Tòa án tối cao bác kiến nghị của công tố viên đặc biệt.
Ngày 9 tháng 1 năm 2024, Tòa án phúc thẩm Đặc khu Columbia tổ chức phiên tranh luận. Hội đồng xét xử gồm J. Michelle Childs, Florence Y. Pan và Karen L. Henderson. Luật sư John Sauer đại diện cho Trump và Trump đích thân dự thính phiên tranh luận. Khi Thẩm phán Pan đặt tình huống giả định rằng một tổng thống ra lệnh ám sát một đối thủ chính trị, Sauer lập luận rằng tổng thống đó không thể bị truy tố nếu chưa bị Quốc hội luận tội và bãi nhiệm, dù cho lệnh đó vi phạm pháp luật. Thẩm phán Henderson cho rằng lập luận tổng thống có thể vi phạm pháp luật mâu thuẫn với nhiệm vụ thi hành pháp luật của tổng thống.
Ngày 6 tháng 2, Tòa án phúc thẩm Đặc khu Columbia nhất trí y quyết định của Chutkan, kết luận rằng Trump không có thẩm quyền thực hiện những hành vi bị cáo buộc và phải chịu trách nhiệm trước pháp luật vì ông không còn là tổng thống và không được áp dụng quyền miễn trừ hành pháp về trách nhiệm hình sự. Tòa án phúc thẩm khẳng định rằng cựu tổng thống không được hưởng quyền miễn trừ đối với "hành vi bị cáo buộc vi phạm luật hình sự" khi đang giữ chức vụ, đặc biệt là hành vi không công nhận kết quả bầu cử. Tòa án phúc thẩm lưu ý rằng nguyên tắc tam quyền phân lập không cấm truy tố một cựu tổng thống đối với mọi hành vi chính thức và cảnh báo rằng quyền miễn trừ tuyệt đối của tổng thống "sẽ làm sụp đổ chế độ tam quyền phân lập của Hoa Kỳ bằng cách đặt tổng thống lên trên cả ba nhánh lập pháp, hành pháp, tư pháp". Phán quyết kết luận, "Tòa án không thể chấp nhận rằng chức vụ tổng thống cho phép những người từng giữ chức vụ đứng lên trên luật pháp mãi mãi."

## Xét xử tại Tòa án tối cao
Ngày 12 tháng 2 năm 2024, Trump kháng cáo lên Tòa án tối cao để yêu cầu tạm hoãn vụ án cản trở bầu cử năm 2020 trong thời gian ông yêu cầu Tòa án quận Đặc khu Columbia tổ chức phiên toàn thể để xét xử. Ngày 14 tháng 2 năm 2024, Smith đệ trình bản tóm tắt phản hồi, đề nghị Tòa án tối cao bác đơn kháng cáo của Trump vì cuộc bầu cử tổng thống năm 2024 sắp diễn ra. Smith cũng đề nghị rằng nếu Tòa án tối cao thụ lý vụ án thì hãy cấp tốc xét xử và coi đề nghị của Trump như một kiến nghị xin lệnh certiorari.
Ngày 28 tháng 2 năm 2024, Tòa án tối cao đồng ý thụ lý vụ án và ấn định phiên tranh luận là ngày 25 tháng 4, đồng thời tạm hoãn phiên tòa cho đến khi ra phán quyết. Ngày 19 tháng 3, các luật sư của Trump đệ trình một bản tóm tắt lập luận rằng tổng thống phải bị Hạ viện luận tội và bị Thượng viện kết tội trước khi có thể bị truy tố. Năm 2000, Văn phòng cố vấn pháp lý của Bộ Tư pháp đưa ra ý kiến cho rằng việc truy tố, xét xử một cựu tổng thống về cùng những tội danh mà tổng thống đã bị Hạ viện luận tội nhưng được Thượng viện tha bổng là hợp hiến.
Ngày 8 tháng 4, công tố viên đặc biệt Jack Smith đệ trình một bản tóm tắt đề nghị Tòa án tối cao bác bỏ lập luận quyền miễn trừ của Trump. Đội ngũ của Trump lập luận rằng tổng thống phải được hưởng quyền miễn trừ nhằm bảo vệ thẩm quyền của tổng thống, trong khi Smith nhấn mạnh ngay cả tổng thống cũng phải chịu trách nhiệm trước pháp luật.

### Tranh luận
Tòa án tối cao tổ chức phiên tranh luận vào ngày 25 tháng 4 năm 2024.
D. John Sauer, luật sư của Trump, lập luận rằng tổng thống được hưởng quyền miễn trừ tuyệt đối đối với hành vi chính thức nếu chưa bị Quốc hội luận tội, bãi nhiệm. Michael Dreeben, đại diện của Smith, phản bác rằng pháp luật đã quy định những biện pháp thích hợp để đảm bảo rằng một tổng thống không bị truy tố về hầu hết các hành vi chính thức mà không cần quyền miễn trừ. John Sauer gây tranh cãi khi lập luận rằng tổng thống có thể hưởng quyền miễn trừ về hành vi ám sát đối thủ chính trị.
Đội ngũ của Trump viện dẫn án lệ Nixon kiện Fitzgerald, trong khi đội ngũ của Smith viện dẫn án lệ Hoa Kỳ kiện Nixon, phán quyết nhất trí của Tòa án tối cao vào năm 1974 xác định rằng tổng thống không có "quyền miễn trừ tuyệt đối, không hạn chế đối với quy trình tư pháp trong mọi trường hợp". Luật sư của Smith lập luận rằng án lệ Fitzgerald không được áp dụng trong một vụ án hình sự liên bang.

### Phán quyết
Ngày 1 tháng 7 năm 2024, Tòa án tối cao ra phán quyết hủy bỏ quyết định của Tòa án phúc thẩm và tuyên bố rằng tổng thống được hưởng quyền miễn trừ trách nhiệm hình sự đối với hành vi chính thức thuộc thẩm quyền hiến định cốt lõi của tổng thống và được suy đoán hưởng quyền miễn trừ đối với tất cả hành vi chính thức, nhưng không được hưởng quyền miễn trừ đối với hành vi không chính thức. Trong nhận định của Tòa án tối cao, Chánh án John Roberts viết rằng tổng thống "không thể bị truy tố vì thực hiện [quyền hạn hiến pháp cốt lõi]" theo Điều Hai của Hiến pháp Hoa Kỳ, chẳng hạn như quyền tổng tư lệnh, ân xá, phủ quyết luật của Quốc hội, thực hiện quan hệ đối ngoại, quản lý nhập cư và bổ nhiệm thẩm phán. Quốc hội và tòa án không có quyền hạn chế các quyền hạn của riêng tổng thống theo Hiến pháp. Tuy nhiên, tổng thống không được hưởng quyền miễn trừ tuyệt đối đối với "hành vi trong những lĩnh vực chia sẻ thẩm quyền với Quốc hội". Tổng thống được suy đoán hưởng quyền miễn trừ đối với hành vi được thực hiện theo "quyền hạn hiến định và luật định" của tổng thống, nhưng vẫn có thể bị truy tố nếu công tố viên chứng minh rằng những cáo buộc đó sẽ không xâm phạm quyền hạn và chức năng của chính phủ. Hành vi chính thức của tổng thống cũng bao gồm hành vi thuộc ngoại vi trách nhiệm chính thức của tổng thống mà "không rõ ràng vượt quá thẩm quyền của [ông]". Tòa án không được xem xét động cơ của tổng thống hoặc chỉ định một hành vi là không chính thức chỉ vì hành vi đó bị cáo buộc vi phạm pháp luật khi xác định hành vi của tổng thống có chính thức hay không. Tổng thống không được hưởng quyền miễn trừ đối với hành vi không chính thức. Lời khai và tài liệu của Tổng thống hoặc cố vấn của tổng thống liên quan đến hành vi chính thức thuộc phạm vi miễn trừ không được dùng làm chứng cứ trong việc truy tố những hành vi khác. Nguyên tổng thống được suy đoán hưởng quyền miễn trừ, nhưng tổng thống có thể bị buộc tội dù cho chưa bị luận tội, bãi nhiệm.
Tòa án tối cao dựa vào nguyên tắc tam quyền phân lập và án lệ để đưa ra phán quyết vì không có nhiều cơ sở về quyền miễn trừ của tổng thống trong sử liệu hoặc tài liệu của nhóm lập quốc Hoa Kỳ. Tòa án tối cao trích dẫn án lệ Nixon kiện Fitzgerald và Hoa Kỳ kiện Nixon để xây dựng án lệ về quyền miễn trừ của tổng thống. Phán quyết sử dụng hai án lệ này để lập luận rằng tổng thống phải được bảo vệ khỏi mối đe dọa bị truy tố để có thể thực hiện nhiệm vụ của chức vụ tổng thống. Chánh án Roberts đồng thời cân nhắc nhu cầu thi hành luật hình sự một cách công bằng và hiệu quả để xác định phạm vi thích hợp cho quyền miễn trừ của tổng thống.
Tòa án tối cao từ chối đình chỉ vụ án của Trump. Tòa án tối cao nhận định một số hành vi bị cáo buộc của Trump được hưởng quyền miễn trừ, trong khi một số hành vi khác cần phải phân tích tình tiết. Phán quyết xác định rằng Trump được miễn trừ về những hành vi bị cáo buộc nhằm tác động đến Bộ Tư pháp để lập danh sách đại cử tri giả và chuyển vấn đề về quyền miễn trừ của Trump đối với những hành vi bị cáo buộc gây sức ép với phó tổng thống, các quan chức, cá nhân cho tòa án quận xét xử lại. Tòa án tối cao cũng chỉ đạo tòa án quận xác định chứng cứ có thể được dùng trong vụ án, ví dụ như phát ngôn của Trump.

#### Ý kiến đồng ý và phản đối
Trong một ý kiến đồng tình, Thẩm phán Clarence Thomas cho rằng chức vụ công tố viên đặc biệt không hợp pháp vì "Nếu không có luật nào thiết lập chức vụ công tố viên đặc biệt thì ông ta không thể truy tố vụ án này." Thomas lập luận rằng chức vụ công tố viên đặc biệt phải được Quốc hội thiết lập và được Thượng viện phê chuẩn bổ nhiệm.
Trong một ý kiến đồng tình một phần, Thẩm phán Amy Coney Barrett đồng ý về quyền miễn trừ của tổng thống đối với hành vi chính thức thuộc quyền hạn hiến định cốt lõi của tổng thống, nhưng sẽ áp dụng một tiêu chuẩn khác đối với những hành vi chính thức khác, đầu tiên xem xét có thể áp dụng luật hình sự đối với hành vi đó hay không và sau đó xem xét việc truy tố tổng thống về hành vi đó có xâm phạm quyền hạn hiến định của tổng thống hay không. Barrett cho rằng tổng thống không có quyền miễn trừ đối với hành vi liên quan đến những cơ quan khác như cơ quan lập pháp tiểu bang và phản đối việc cấm dùng hành vi chính thức làm chứng cứ trong một vụ án.
Trong một ý kiến phản đối, Thẩm phán Sonia Sotomayor nhận xét rằng việc cấp quyền miễn trừ cho tổng thống có thể tạo điều kiện cho tổng thống thực hiện hành vi phạm tội. Sotomayor cho rằng phán quyết của Tòa án tối cao tước đi một công cụ truy tố hiệu quả của công tố viên và bày tỏ lo ngại rằng tổng thống sẽ được miễn trách nhiệm hình sự trong một số tình huống giả định, ví dụ như ra lệnh ám sát đối thủ chính trị và nhận hối lộ để ân xá. Bà chỉ trích phán quyết của Tòa án tối cao vượt quá phạm vi mà nhóm lập quốc Hoa Kỳ thiết lập. Chánh án Roberts phản bác rằng phán quyết của Tòa án tối cao hẹp hơn những gì Sotomayor mô tả và chỉ trích những tình huống giả định của bà là gây hoang mang.
Trong một ý kiến phản đối, Thẩm phán Ketanji Brown Jackson cho rằng phán quyết của Tòa án tối cao làm suy yếu quyền lực của Quốc hội và cho phép tổng thống dễ lạm quyền hơn vì ngành tư pháp sẽ phải lãnh trách nhiệm truy cứu trách nhiệm của tổng thống. Jackson viết rằng phán quyết này "tuyên bố lần đầu tiên trong lịch sử rằng chức danh quyền lực nhất ở Hoa Kỳ có thể (trong những trường hợp vẫn chưa được xác định) tự nó là pháp luật".

## Phản ứng

### Phản ứng ban đầu
Hầu hết các nhà bình luận chính trị và hai tòa án cấp dưới bác bỏ những tuyên bố của Trump về "quyền miễn trừ tuyệt đối". Tòa án phúc thẩm Đặc khu Columbia nhận định rằng nếu quyền miễn trừ tuyệt đối của tổng thống được xác nhận thì nó sẽ "làm sụp đổ chế độ tam quyền quyền phân lập của Hoa Kỳ" và đặt tổng thống lên trên pháp luật.

### Phản ứng đối với phiên tranh luận
Nhiều nhà sử học, nhà báo, nhà bình luận, nhà khoa học chính trị và học giả luật hiến pháp phản ứng tiêu cực về việc Tòa án tối cao dường như đồng ý với Trump về một số hình thức của quyền miễn trừ của tổng thống.
Thẩm phán Samuel Alito bị chỉ trích vì tập trung vào khả năng một cựu tổng thống bị một tân tổng thống truy tố nếu tổng thống không được hưởng quyền miễn trừ thay vì khả năng tổng thống thực hiện hành vi phạm tội. Trong lịch sử Hoa Kỳ, việc chuyển giao quyền lực của tổng thống luôn diễn ra hòa bình, ngoại trừ vào năm 2021, nên lập luận của Alito bị chỉ trích là coi Trump như một trạng thái bình thường mới.

### Phản ứng đối với phán quyết

#### Ủng hộ
Trên Truth Social, Trump tuyên bố rằng phán quyết này là "THẮNG LỚN CHO HIẾN PHÁP VÀ NỀN DÂN CHỦ CỦA CHÚNG TA. TỰ HÀO LÀ MỘT NGƯỜI MỸ!" Đội ngũ luật sư của Trump và những nhà bình luận khác tin rằng phán quyết có thể ảnh hưởng đến kết quả của vụ truy tố liên bang về chiếm đoạt tài liệu mật. Trump và đội ngũ luật sư của ông cũng tuyên bố muốn dùng phán quyết này để hủy bỏ bản án của ông trong vụ truy tố ở New York. Nhiều chính trị gia Đảng Cộng hòa, bao gồm JD Vance, Jim Jordan, Elise Stefanik và Steve Scalise, ủng hộ phán quyết của Tòa án tối cao. Cựu Bộ trưởng Tư pháp William Barr bác bỏ những tình huống giả định của Thẩm phán Sotomayor là "[hoàn toàn] vô lý" vì quyền hạn chính thức của tổng thống không cho phép tổng thống ám sát đối thủ chính trị.
Chuyên gia pháp lý Timothy C. Parlatore lập luận rằng phán quyết của Tòa án tối cao có lợi cho tổng thống của cả hai đảng bằng cách bảo vệ tổng thống khỏi "bị truy tố quá mức hoặc có động cơ chính trị". Giáo sư luật Jonathan H. Adler ủng hộ phán quyết này, nhưng ông thiên về lập luận của Barrett so với của Roberts. Ông lập luận rằng tuy quyền miễn trừ của tổng thống thiếu cơ sở rõ ràng trong Hiến pháp, nhưng nó vẫn là "kết quả hợp lý của bản chất quyền hành pháp".
Tờ báo Las Vegas Review-Journal cho rằng phán quyết của Tòa án tối cao là một lập trường trung dung giữa hai cực đoan quyền miễn trừ tuyệt đối và không có quyền miễn trừ nào cả. Các nhà bình luận pháp lý David B. Rivkin và Elizabeth Price Foley của The Wall Street Journal cho rằng phán quyết này bảo vệ chức vụ tổng thống bằng cách duy trì khả năng hoạt động của chính phủ.

#### Phản đối
Nhiều chuyên gia pháp lý, nhà sử học và các chính trị gia Đảng Dân chủ chỉ trích phán quyết của Tòa án tối cao. Những nhà sử học, học giả cho rằng phán quyết này hạn chế việc kiểm soát quyền lực của tổng thống. Cựu cố vấn Nhà Trắng John Dean cho rằng Richard Nixon sẽ không phải chịu trách nhiệm về vụ bê bối Watergate theo án lệ này vì chứng cứ buộc tội Nixon dựa trên những hành vi chính thức của ông. Một số chuyên gia luật hiến pháp cho rằng án lệ này cho tổng thống được hưởng quyền miễn trừ về hành vi ra lệnh ám sát một đối thủ chính trị vì quyền tổng tư lệnh là một "quyền hạn cốt lõi" hiến định của tổng thống. Cựu công tố viên liên bang Ankush Khardori tuyên bố rằng phán quyết này "viết lại Hiến pháp" và là "một trong những phán quyết mang màu sắc chính trị trắng trợn nhất trong lịch sử Tòa án tối cao". Nhiều chuyên gia pháp lý lo ngại một tổng thống trong tương lai có thể hành động ngoài vòng pháp luật. Ryan Cooper của tạp chí tiến bộ The American Prospect nhận xét rằng phán quyết này của Tòa án tối cao là phán quyết tệ nhất kể từ phán quyết Plessy kiện Ferguson.
Tổng thống Biden tuyên bố rằng phán quyết của Tòa án tối cao là một "án lệ nguy hiểm" vì chỉ áp đặt các giới hạn mà chính tổng thống tự đặt ra và cảnh báo rằng việc Trump tái cử tổng thống sẽ đặc biệt nguy hiểm sau phán quyết của Tòa án tối cao.

#### Nỗ lực hủy bỏ phán quyết
Ngày 25 tháng 7, Hạ nghị sĩ Đảng Dân chủ Joseph Morelle với sự ủng hộ của hơn 40 hạ nghị sĩ khác đề xuất một tu chính hiến pháp để hủy bỏ phán quyết của Tòa án tối cao. Biden trước đó đã công bố kế hoạch đề xuất một tu chính hiến pháp riêng nhằm xóa bỏ quyền miễn trừ của tổng thống.
Ngày 1 tháng 8, Thượng nghị sĩ Schumer trình một dự luật nhằm xóa bỏ quyền miễn trừ của tổng thống tại Thượng viện. Dự luật quy định chỉ Quốc hội mới có quyền cấp quyền miễn trừ đối với luật của Quốc hội và hạn chế quyền giám sát hiến pháp của tòa án đối với dự luật bằng cách chuyển thẩm quyền xét xử phúc thẩm từ Tòa án tối cao cho Tòa án quận và Tòa án phúc thẩm Đặc khu Columbia, nâng gánh nặng chứng minh dự luật trái với hiến pháp và cấm tòa án tự xem xét tính hợp hiến của dự luật. Hơn 20 thượng nghị sĩ Đảng Dân chủ bảo trợ dự luật, nhưng dự luật không được thông qua tại Quốc hội khóa 118.

## Tác động
Luật sư của Trump đệ đơn xin áp dụng án lệ đối với các hành vi bị cáo buộc của Trump trong vụ án chiếm đoạt tài liệu mật và kiến nghị đình chỉ vụ án do chức vụ công tố viên đặc biệt của Jack Smith trái với Hiến pháp. Ngày 15 tháng 7 năm 2024, Thẩm phán Aileen Cannon đình chỉ vụ án vì việc bổ nhiệm Smith làm công tố viên đặc biệt vi phạm Hiến pháp.
Ngày tuyên án Trump trong vụ truy tố ở New York bị hoãn lại từ tháng 7 đến tháng 11 năm 2024. Thẩm phán Juan Merchan cho biết ông sẽ quyết định về khả năng áp dụng quyền miễn trừ của tổng thống đối với chứng cứ của bên công tố và tuyên án ngay sau đó nếu cần thiết. Ngày 19 tháng 11, Công tố viên quận Manhattan đồng ý hoãn tuyên án cho đến khi Trump hết nhiệm kỳ tổng thống thứ hai nhưng đề nghị duy trì bản án vì không có luật nào quy định quyền miễn trừ tạm thời của tổng thống vô hiệu hóa các thủ tục tố tụng liên quan đến hành vi không chính thức của tổng thống, được tiến hành sau khi tổng thống hết nhiệm kỳ. Ngày 22 tháng 11, Merchan hoãn tuyên án để luật sư của Trump có thể trình bày lập luận đình chỉ vụ án sau phiên tòa.
Ngày 26 tháng 9 năm 2024, Jack Smith đệ trình một bản tóm tắt mới trong vụ truy tố Trump về hành vi cản trở bầu cử. Bản tóm tắt mới lập luận rằng những hành vi bị cáo buộc của Trump là những hành vi không chính thức, loại bỏ chứng cứ liên quan đến Bộ Tư pháp và bổ sung chứng cứ mới, bao gồm các cuộc thảo luận giữa Pence và Trump, trong đó Pence thúc giục Trump chấp nhận kết quả bầu cử. Sau khi Trump tái cử tổng thống, Chutkan đình chỉ cả hai vụ án theo đề nghị của Smith.